# Pori
Pori (en sueco: Björneborg) es una ciudad situada en la costa oeste de Finlandia. Forma parte de la región de Satakunta. La población de la ciudad es de cerca de 83.303 habitantes (2012). Es la décima ciudad (y octava área urbana) más grande del país.  El centro de la ciudad está ubicado a unos 20 km de la costa del Golfo de Botnia, en el estuario del río Kokemäenjoki.

## Historia
Pori fue fundada en 1558; es una de las ciudades más antiguas de Finlandia. El ferrocarril entre Tampere y Pori fue acabado en 1895. En los años posteriores a la Segunda Guerra Mundial, la ciudad fue un centro industrial importante y creciente. Esta empezó a cambiar en las décadas 1970-90 cuando muchas de las fábricas fueron cerradas, lo cual derivó en problemas como el desempleo.

## Cultura
Entre otras cosas, Pori es hoy conocida por el Pori Jazz, un gran festival de jazz. Es uno de los festivales de jazz más antiguos y grandes en Europa, organizado anualmente desde 1966. También es conocida por las playas de Yyteri. La playa de arena en esta área es excepcionalmente larga y de arena muy fina (algo a lo que no están acostumbrados los finlandeses).
Pori no tiene una universidad propia, pero varias de las universidades finlandesas actúan en la ciudad de alguna forma. En el centro universitario de Pori, donde estudian unas 2400 personas, hay departamentos de cinco universidades: Universidad de Turku, Universidad de Tampere, Universidad Tecnológica de Tampere, Escuela Superior de Ciencias Económicas y Empresariales de Turku y Universidad de Arte y Diseño de Helsinki.

## Ayuntamiento

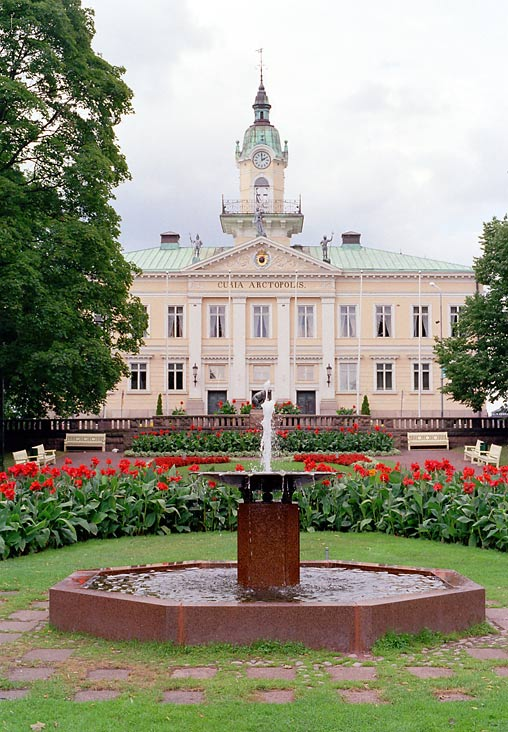
Antiguo ayuntamiento de Pori.

El concejo municipal de Pori está compuesto por un total de 59 escaños distribuidos de la siguiente manera en la actualidad: (Ver partidos políticos de Finlandia.)
| Concejo municipal (2008-2012) | Concejo municipal (2008-2012) | Concejo municipal (2008-2012) |
| Partido                       | Escaños                       |                               |
| ----------------------------- | ----------------------------- | ----------------------------- |
| SDP                           | 18                            |                               |
| Kokoomus (KOK)                | 16                            |                               |
| Vasemmistoliitto (VAS)        | 10                            |                               |
| Vihreä liitto (VIHR)          | 5                             |                               |
| Keskusta (KESK)               | 4                             |                               |
| Perussuomalaiset (PS)         | 4                             |                               |
| Kristillisdemokraatit (KD)    | 2                             |                               |

## Evolución de la población
El desarrollo de la población hasta (31 de diciembre):
- 1987 - 77.395
- 1990 - 76.357
- 1997 - 76.566
- 2000 - 75.994
- 2002 - 75.895
- 2004 - 76.152
- 2005 - 76.144
- 2006 - 76.185
- 2007 - 76.255
- 2008 - 76.426
- 2009 - 76.539
- 2012 - 83.303

## Ciudades hermanadas
Pori tiene hermanamiento con las siguientes ciudades: 
| Ciudad      | País      | Año  |
| ----------- | --------- | ---- |
| Sundsvall   | Suecia    | 1940 |
| Sønderborg  | Dinamarca | 1952 |
| Porsgrunn   | Noruega   | 1956 |
| Riga        | Letonia   | 1964 |
| Bremerhaven | Alemania  | 1967 |
| Stralsund   | Alemania  | 1968 |
| Eger        | Hungría   | 1973 |
| Kolobrzeg   | Polonia   | 1977 |
| Mâcon       | Francia   | 1990 |

## Curiosidades
El asteroide 1499 Pori debe su nombre al de la ciudad, gracias a su descubridor, el astrónomo finlandés Yrjö Väisälä.
El pintor, ilustrador y artesano finlandés Akseli Gallen-Kallela (1865-1931) era originario de Pori.